# Коротышкин, Евгений Евгеньевич
Евгений Евгеньевич Коротышкин (род. 30 апреля 1983, Москва) — российский пловец, призёр Олимпийских игр 2012 года, чемпион мира 2010 года. В настоящее время является вице-президентом Федерации водных видов спорта России (ФВВСР) по направлению «плавание», а также возглавляет спортивную школу олимпийского резерва «Московская академия плавания». Финалист 1-го сезона реалити-шоу «Титаны» на ТНТ.
Чемпион Европы 2008 и 2010 годов на дистанции 100 м баттерфляем, четырёхкратный чемпион Европы, чемпион мира (25м) 2008 года в комбинированной эстафете.
Специализировался в плавании баттерфляем, также выступал в плавании вольным стилем. Шестикратный рекордсмен мира, восьмикратный рекордсмен Европы, 22-кратный рекордсмен России.
Двукратаный экс-рекордсмен мира на дистанции 100 м баттерфляем в 25-метровых бассейнах — 48,48 (Берлин, 15 ноября 2009 года). Экс-рекордсмен мира в комбинированной эстафете 4×100 м в коротких бассейнах — 3.19,16 (Санкт-Петербург, 20 декабря 2009 года, совместно с Станиславом Донцом, Сергеем Гейбелем и Данилой Изотовым) и комбинированной эстафете 4×50 м в коротких бассейнах — 1.31,80 (Стамбул, 10 декабря 2009 года, совместно с Станиславом Донцом, Сергеем Гейбелем и Сергеем Фесиковым).
Был капитаном сборной России по плаванию, с 2009 года — председателем Совета спортсменов.

## Карьера
Первым тренером Евгения была его мама, Людмила Коротышкина, которая работала долгие годы в бассейне спорткомплекса «Олимпийский» в Москве. В дальнейшем тренировался у Владимира Ермакова, Вячеслава Лукинского.
После неудачного выступления на Олимпиаде в Пекине, где Коротышкин не попал в финал на своей основной дистанции — 100 м баттерфляем, был близок к завершению спортивной карьеры. Однако в начале 2009 года, переехав в Италию, стал тренироваться под руководством Андреа ди Нино. И хотя на чемпионате мира в Риме Коротышкин остался без медалей, сотрудничество с ди Нино стало давать плоды с осени 2009 года: Евгений установил несколько мировых рекордов в 25 м бассейнах, а на чемпионате Европы 2010 года в Будапеште завоевал весь комплект наград — золото на любимой стометровке, серебро в комбинированной эстафете и бронзу на «полтиннике» баттерфляем.

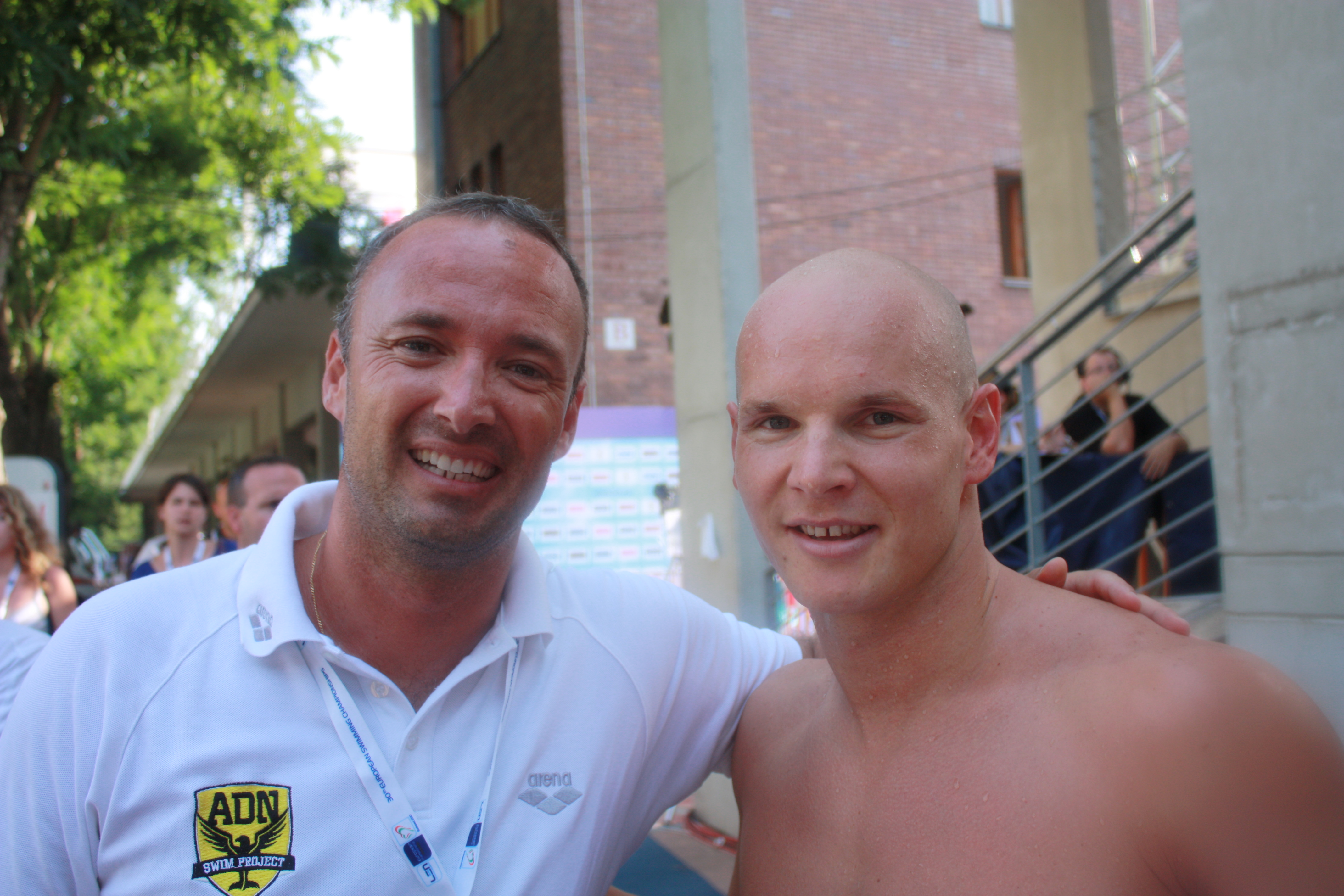
Е. Коротышкин и его тренер Андреа ди Нино (слева)

В декабре 2010 года в Дубае стал чемпионом мира на короткой воде на дистанции 100 м баттерфляем.
Весной 2011 года перенёс тяжелое пищевое отравление, вследствие чего не смог набрать оптимальную форму к июльскому чемпионату мира в Шанхае, где, тем не менее, вышел в финальный заплыв, заняв в итоге шестое место.
В 2012 году на Олимпийских играх в Лондоне завоевал серебряную медаль на дистанции 100 метров баттерфляем с результатом 51,44 сек, придя на финиш одновременно с Чадом ле Кло, уступив 0,23 сек только Майклу Фелпсу.
В ноябре 2012 года, а затем и в декабре 2013 года на своей основной дистанции завоевал золотые медали на чемпионатах Европы в 25-метровых бассейнах.
Признан лучшим пловцом России 2012 года.
Объявил о завершении карьеры в апреле 2016 года.
Женат, есть двое детей.

## Образование
- 2015, Московский государственный университет им. М. В. Ломоносова. Высшая школа культурной политики и управления в гуманитарной сфере — Спортивный менеджмент (с отличием)
- 2012, Академия труда и социальных отношений — Менеджмент организации
- 2007, Российский государственный университет физической культуры, спорта, молодежи и туризма— Физическая культура и спорт
- 2017, МГИМО  — Регулирование и правовое обеспечение спорта

## Профессиональная деятельность
В сентябре 2012 года назначен советником руководителя департамента физической культуры и спорта города Москвы. Поддержка стратегических проектов развития плавания в г. Москве.[значимость факта?]
В декабре 2015 года был избран президентом РОО «Федерация плавания города Москвы». В 2019 году переизбран на новый срок.[значимость факта?]
С октября 2015 года по 2019 год являлся советником генерального директора по взаимодействию с органами государственной власти в ФГУП «Московский эндокринный завод».[значимость факта?]
С февраля 2017 года вошел в Высший наблюдательный совет Всероссийской федерации плавания. Назначен руководителем Антидопингового комитета.[значимость факта?]
С октября 2019 года — директор спортивной школы олимпийского резерва.[значимость факта?]
С апреля 2022 года — директор ГБУ ДО «Московская академия плавания».[значимость факта?]
31 октября 2024 года был избран вице-президентом Федерации водных видов спорта России (ФВВСР) по направлению "плавание"

## Рекорды мира
(Выделены действующие рекорды)
| № | Бассейн | Дистанция                        | Время   | Место                     | Дата                            | Турнир                            |
| - | ------- | -------------------------------- | ------- | ------------------------- | ------------------------------- | --------------------------------- |
| 1 | 25 м    | Комбинированная эстафета 4×100 м | 4.425.6 | Манчестер, Великобритания | 13 апреля 2008                  | Чемпионат мира на короткой воде   |
| 2 | 25 м    | 100 м баттерфляй                 | 48,99   | Москва, Россия            | 7 ноября 2009                   | Этап Кубка мира                   |
| 3 | 25 м    | 100 м баттерфляй                 | 48,48   | Берлин, Германия          | 15 ноября 2009                  | Этап Кубка мира                   |
| 4 | 25 м    | Комбинированная эстафета 4×50 м  | 1.32,08 | Стамбул, Турция           | 10 декабря 2009 (предв. заплыв) | Чемпионат Европы на короткой воде |
| 5 | 25 м    | Комбинированная эстафета 4×50 м  | 1.31,80 | Стамбул, Турция           | 10 декабря 2009 (финал)         | Чемпионат Европы на короткой воде |
| 6 | 25 м    | Комбинированная эстафета 4х100 м | 3.19,16 | Санкт-Петербург, Россия   | 20 декабря 2009                 | Кубок Сальникова                  |

## Награды
- Медаль ордена «За заслуги перед Отечеством» I степени (13 августа 2012 года) — за большой вклад в развитие физической культуры и спорта, высокие спортивные достижения на Играх XXX Олимпиады 2012 года в городе Лондоне (Великобритания)[5].
- Лауреат премии города Москвы 2022 г. в области физической культуры и спорта — за вклад в развитие и популяризацию плавания в городе Москве, эффективную организацию учебно-тренировочного процесса по подготовке высококвалифицированных спортсменов